# Stenogonum
Stenogonum, biljni rod iz porodice dvornikovki iz Sjeverne Amerike.
Postoje dvije priznate vrste jednogodišnjeg bilja, obje su endemi iz SAD-a (Arizona, Colorado, Novi Meksiko, Utah, Wyoming).

## Vrste
1. Stenogonum flexum (M.E.Jones) Reveal & J.T.Howell
2. Stenogonum salsuginosum Nutt.

## Sinonimi
- Eriogonum sect.Stenogonum (Nutt.) Kuntze